# Amari Cooper
Amari Cooper (geboren am 17. Juni 1994 in Miami, Florida) ist ein US-amerikanischer American-Football-Spieler auf der Position des Wide Receivers. Er spielte College Football für die University of Alabama, gewann 2014 den Fred Biletnikoff Award und wurde zum All-American gewählt. Im NFL Draft 2015 wurde er an vierter Position von den Oakland Raiders ausgewählt. Anschließend spielte Cooper auch für die Dallas Cowboys und die Cleveland Browns. Zuletzt war er für die Buffalo Bills in der National Football League (NFL) aktiv.

## Frühe Jahre
Cooper besuchte die Miami Northwestern High School, wo er gemeinsam mit dem späteren NFL-Quarterback Teddy Bridgewater Football spielte. Sein Junior-Jahr verpasste er größtenteils verletzungsbedingt, doch als Senior fing er Pässe für 722 Yards und sechs Touchdowns. Rivals.com bewertete ihn als Viersternetalent, achtbesten Spieler Floridas und auf der Liste der besten Talente der USA rangierte er auf 45. Stelle.

## College
Unter zahlreichen Stipendienangeboten entschied er sich schließlich für die University of Alabama.
Als Freshman spielte er in allen 14 Spielen für die Alabama Crimson Tide und fing 59 Pässe für 1.000 Yards und elf Touchdowns, womit er die von Julio Jones aufgestellten Freshman-Rekorde brach. Beim Triumph über die University of Notre Dame im BCS National Championship Game gelangen ihm 105 Yards Raumgewinn und 2 Touchdowns. 2013 spielte er immer wieder angeschlagen und fing insgesamt 45 Pässe für 736 Yards und vier Touchdowns. Als Junior stellte er ein Jahr später mehrere Rekorde auf. Gegen die University of Tennessee gelangen ihm Passfänge für 224 Yards, was ebenso einen Schulrekord bedeutete wie die 124 Fänge über 1.727 Yards und 16 Touchdowns, die ihm über die gesamte Saison hinweg gelangen. Er wurde als bester College-Football-Wide-Receiver mit dem Fred Biletnikoff Award ausgezeichnet und zum All-American ernannt. Anschließend verzichtete Cooper auf ein weiteres Jahr am College und meldete sich für den NFL Draft 2015 an.

## NFL

### Oakland Raiders
Gemeinsam mit Kevin White galt Cooper als einer der besten verfügbaren Wide Receiver für den Draft 2015. Die Oakland Raiders wählten ihn an vierter Stelle, und er unterschrieb einen Vierjahresvertrag über 22,7 Millionen US-Dollar. Er gab sein NFL-Debüt am ersten Spieltag gegen die St. Louis Rams, als er drei Pässe für 22 Yards fing. Sein erster Touchdown gelang ihm eine Woche später gegen die Baltimore Ravens nach einem Pass von Derek Carr über 68 Yards. Nachdem ihm in diesem Spiel Passfänge über insgesamt 109 Yards gelangen und er in der Woche darauf gegen die Cleveland Browns acht Pässe für 134 Yards gefangen hatte, war er der erste Raiders-Spieler seit Randy Moss 2005, der in zwei Spielen in Folge die 100-Yard-Marke durch Passfänge brechen konnte. Cooper gelang es in dieser Spielzeit als erstem Rookie der Oakland Raiders, Pässe für mehr als 1000 Yards zu fangen (1.070). Gemeinsam mit Derek Carr und Latavius Murray wurde er am Ende der Saison zur Pro-Bowl-Alternative ernannt, und durch die Absage von Brandon Marshall rückte er in die Liste der teilnehmenden Spieler auf.
In der Saison 2016 erzielte Cooper in Woche 8 bei den Tampa Bay Buccaneers in der Overtime den spielentscheidenden Touchdown. Insgesamt fing er in der Saison 83 Pässe für 1.153 Yards und fünf Touchdowns. Er wurde erneut für den Pro Bowl nominiert, an dem er allerdings wegen einer Schulterverletzung nicht teilnahm.

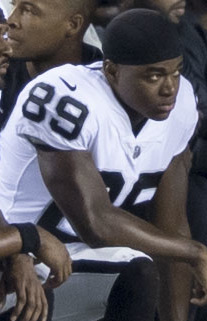
Amari Cooper (2017)

2017 fing er beim 31:30-Sieg über die Kansas City Chiefs am 7. Spieltag für 210 Yards Raumgewinn und 2 Touchdowns, nachdem er zuvor in allen Spielen zusammen nur 146 Yards und einen Touchdown erzielt hatte, womit ihm als ersten Spieler der Raiders seit Art Powell 1965 über 200 Receiving Yards in einem Spiel gelangen. Insgesamt verlief die Saison für ihn nicht ganz so gut wie erwartet, da er sich mehrere Verletzungen zuzog. Anders als in seinen ersten beiden Spielzeiten gelangte er nicht über die 1000-Yard-Marke. Insgesamt erzielte er in der Saison 2017 sieben Touchdowns.

### Dallas Cowboys
Am 22. Oktober 2018 wechselte Cooper im Gegenzug für einen Erstrunden-Pick von den Raiders zu den Dallas Cowboys.

### Cleveland Browns
Im März 2022 gaben die Cowboys Cooper im Austausch gegen einen Fünftrundenpick an die Cleveland Browns ab. Am 24. Dezember 2023 fing Cooper 11 Pässe für 265 Receiving Yards in einem Spiel gegen die Houston Texans und verzeichnete somit einen persönlichen sowie Franchise-Rekord.

### Buffalo Bills
Am 15. Oktober 2024 einigten sich die Buffalo Bills mit den Browns auf einen Trade von Cooper und einen Sechstrundenpick 2025 für einen Drittrundenpick 2025 und einen Siebtrundenpick 2026.